# Сеневјер
Сеневјер (фр. Cénevières) је насељено место у Француској у региону Миди Пирене, у департману Лот.
По подацима из 2011. године у општини је живело 172 становника, а густина насељености је износила 10,96 становника/km².

## Демографија
| 1962. | 1968. | 1975. | 1982. | 1990. | 2011. |
| ----- | ----- | ----- | ----- | ----- | ----- |
| 250   | 244   | 196   | 178   | 164   | 172   |